# 羅青哲
羅青哲（1948年—），筆名羅青，生於山东青島，臺灣現代詩人及書畫家，在新詩與繪畫方面有很高的聲譽。曾任國立臺灣師範大學教授。為已故藝人羅霈穎之哥哥。

## 生平
羅青哲籍貫湖南湘潭，1949年因國共內戰，隨其父母來台灣。他是家中長子，下有一妹羅霈穎，一弟羅志堅。
因其父親與書畫家交好，羅青哲於13歲起，隨溥心畬習北宗山水，16歲時隨任博悟習南宗潑墨。因為閱讀朱生豪先生所譯之莎士比亞全集，生起興趣，考取輔仁大學英文系。1972年出國留學，於美國西雅圖華盛頓大學比較文學研究所，取得碩士學位。回國後，曾任職於國立臺灣師範大學英語系所、美術系所及翻研所教授，並兼任中國語言文化中心主任。
於輔仁大學期間，開始創作現代詩，1969年開始發表新詩、散文，1972年出版了第一本詩集《吃西瓜的方法》。余光中在〈新現代詩的起點－－羅青的《吃西瓜的方法》讀後〉一文中，稱讚羅青的詩作為「新現代詩」的起點，羅青開始在文壇展露頭角。
1974年獲頒第一屆中國現代詩獎，1975年與朋友創立草根詩社，出版《草根》詩刊。1988年的《錄影詩學》嘗試將電影的技巧，融入詩的結構中，被林燿德視為文壇「前衛海域的旗艦」。1996年獲鹿特丹國際詩獎。
羅青哲的水墨繪畫也獲得藝壇重視，1973年，於西雅圖第一國家銀行展覽廳，首次展出個展。此後在國內外各藝術中心，多次舉辦展覽。1987年獲《雄獅美術雙年展》大獎，2004年獲得第四屆《米蘭國際藝術節》藝術家獎。

## 風格與評價
羅青第一本詩集的主題詩〈吃西瓜的六種方法〉，第一行卻從「第五種 西瓜的血統」寫起，讓讀者遍尋不著「第六種」吃法。蕭蕭認為，這是讓讀者參與，也戲弄讀者的後現代手法。羅青則以「四度空間」詩社為例，指出1960年以後出生的這一代詩人，成長於相當資訊化了的後工業社會，作品洋溢後現代主義氣息。羅青的後現代主義論述，以《什麼是後現代主義》一書最為知名，該書結合莫道夫〈後現代主義繪畫〉與李歐塔〈後現代狀況：有關知識之研究報告〉兩篇譯文，提出〈導言：後現代主義研究綱要〉、〈台灣地區後現代狀況〉等觀察。呂正惠則認為羅青罔顧西方後現代主義出現的歷史脈絡，是帶有進化論觀點的譯介，以及對鄉土文學的批評。

## 作品

### 作品
- 請立刻閉上一隻眼睛
- 關於女人的比喻方法
- 臨池偶得
- 你早就知道
- 柯多巴
- 與哥倫布們論地理大發現
- 雨
- 論杜甫如何受羅青影響
- 這世界不適合我們
- 我拒絕對秋天發表評論

### 詩集
- 《吃西瓜的六種方法》
- 《神州豪俠傳》
- 《捉賊記》
- 《水稻之歌》
- 《錄影詩學》
- 《少年阿田恩仇錄》
- 《一本火柴盒》

### 畫集
- 《不明飛行物來了》
- 《螢火蟲》
- 《我發明了一種藥》
- 《羅青畫集》
- 《羅青書畫三十年》
- 《鋼鐵山水》
- 《鐵網皴法》

### 文集
- 《七葉樹》
- 《羅青散文集》
- 《從徐志摩到余光中》
- 《詩的照明彈》
- 《詩的風向球》
- 《詩人之燈》
- 《詩人之橋》
- 《詩魂貫古今──荷馬史詩研究》
- 《什麼是後現代主義》
- 《羅青看電影》
- 《畫外笛聲揚：絕妙好畫之一》
- 《紙上清香飄：絕妙好畫之二》
- 《情深筆墨靈：絕妙好畫之三》

## 作詞
歌曲: 
```
    《答案》作詞 羅青 作曲 李泰祥 齊豫演唱
    《星》作詞 羅青 作曲 李泰祥  葉倩文演唱
    《長短調》作詞 羅青 作曲 鄭文彬 金韻獎
    《生日歌》作詞 羅青 作曲 楊弦 
```

### 新詩集
- 《吃西瓜的方法》(修訂本) 台北，麥田出版社， 民國 94年。
- 《一本火柴盒》 台北，民生報出版社， 民國 89年。
- 《少年阿田恩仇錄》 台北，民生報出版社， 民國 85年。
- 《錄影詩學》 台北，書林出版社， 民國 77年。
- 《水稻之歌》 台北，大地出版社， 民國 70年。
- 《隱形藝術家》(詩 / 攝影集) 台北，崇偉出版社， 民國 67年。
- 《捉賊記》 台北，洪範出版社， 民國 66年。
- 《神州豪俠傳》 台北，武陵出版社， 民國 64年。
- 《吃西瓜的方法》 台北，幼獅書店出版社， 民國61 年。

### 羅青譯詩集
- 《單飛集. 羅青選譯解說》 台北，世新大學出版社， 民國 91年。

Guide to Capturing A Plum Blossom, Translation with Introduction, Mercury House, San Francisco,1995。
- 《詩人之橋》台北，學生書局出版社， 民國 78年。

### 散文集
- 《詩眼照天涯: 招牌篇》(散文/攝影集) 台北，世新大學出版社，民國 92年。
- 《詩眼照天涯: 窗戶篇》(散文/攝影集) 台北，世新大學出版社，民國 92年。
- 《詩眼照天涯: 綠樹篇》(散文/攝影集) 台北，世新大學出版社，民國 92年。
- 《詩眼照天涯: 雕像篇》(散文/攝影集) 台北，世新大學出版社，民國 92年。
- 《詩眼照天涯: 動物篇》(散文/攝影集) 台北，世新大學出版社，民國 92年。
- 《七葉樹》 台北，五四出版社， 民國 78年。
- 《羅青散文集》 台北，洪範出版社， 民國 65年。

### 詩論集
- 《詩的風向球》 台北，爾雅出版社， 民國 92年。
- 《詩的照明彈》 台北，爾雅出版社， 民國 83年。
- 《詩人之燈》 台北，三民書局出版社， 民國 77年。
- 《荷馬史詩研究》 台北，學生書局出版社， 民國 73年。
- 《從徐志摩到光中》 台北，爾雅出版社， 民國 67年。

### 書畫集
- 第1集《羅青畫集》(郭繼生編)  (台北:東大圖書公司局滄海美術叢刊，1990年)
- 第2集《羅青書畫三十年展》 (台中:台灣省立美術館，1993年)
- 第3集《鋼鐵山水。大寫白字》 (台北: 東大圖書公司局滄海美術叢刊，1995年)
- 第4集《鐵網皴法。臉譜書法》 (台北: 東大圖書公司局滄海美術叢刊，1997年)
- 第5集《方寸千里---小品繪畫書法選》 (台北:真賞出版社，2000年)
- 第6集《羅青的世界》 (上海:太陽虹畫廊出版，2005年)
- 第7集《繪畫記號學三部曲》 (上海: 太陽虹畫廊出版，2006年)
- 第8集《羅青六十回顧展》 (上海: 太陽虹畫廊出版，2008年)
- 第9集《GOEDHUIS: LO CH'ING》(英文本) (New York: Goedhuis Contemporary, 2008)
- 第10集《一 “人”文化大革命:首部曲「山水反革命」》 (台北:九十九度藝術公司出版，2010年)
- 第11集《小景大宇宙: 羅青抒情繪畫小品選》 (上海:德佳藝術空間出版，2010年)
- 第12集《小品大境界》 (台北: 九十九度藝術公司出版，2011年)
- 第13集《非常羅漢》 (台北: 九十九度藝術公司出版，2011年)
- 第14集《芸窗密境: 羅青抒情繪畫小品選》 (上海:德佳藝術空間出版，2012年)
- 第15集《熊貓之歌畫集》 (台北: 九十九度藝術公司出版，2012年)

### 新詩書畫集
- 第1集《不明飛行物來了》新詩書畫集 (台北:純文學出版社，1984年)
- 第2集《螢火蟲》新詩書畫集 (台北:台灣省政府台灣書店出版，1987年)
- 第3集《我發明了一種藥》新詩書畫集 (台北: 親親文化事業出版，1988年)
- 第4集《少年阿田恩仇錄》新詩書畫集 (台北: 民生報社出版，1996年)
- 第5集《一本火柴盒》新詩書畫集 (台北:民生報社出版，1999年)
- 第6集《驚醒一條潛龍》(中德對照本) (台北:真賞出版社，2002年)
- 第7集《螢火蟲》新詩書畫集 (台北:民生報社出版，2003年)

### 陶瓷書畫集
- 第1集《羅青陶瓷畫：非常羅漢》 (台北: 九十九度藝術公司出版，2011年)
- 第2集《羅青陶瓷畫：熊貓之歌》 (台北: 九十九度藝術公司出版，2012年)

## 外部連結
- 羅青個人網站－羅青藝術網 （页面存档备份，存于）（中文）
- 台灣作家作品目錄資料庫——羅青 （页面存档备份，存于）